# アシュレイ・マディソン
アシュレイ・マディソン（英語: Ashley Madison）とは、「人生一度。不倫 (en) をしましょう。(英語: Life is short. Have an affair.)」をスローガンとする既婚者向けの出会い系サイトおよびソーシャル・ネットワーキング・サービスである。2001年開設。サイト名の由来は使用例が多い2つの女性名である「アシュレイ」と「マディソン」から来ている。

## 会員
カナダに本社を置く会員制ウェブサイトおよびサービスであり、会員数は世界30カ国2,200万人以上に及んでいる。
| 大陸       | 国 |
| ---------- | --- |
| 北米       | カナダ、アメリカ合衆国、メキシコ |
| 欧州       | イギリス、アイルランド、ドイツ、オーストリア、スイス、スペイン、デンマーク、イタリア、オランダ、フランス、ベルギー、ポルトガル、ギリシャ、スウェーデン、フィンランド、ノルウェー |
| オセアニア | オーストラリア、ニュージーランド |
| アフリカ   | 南アフリカ |
| アジア     | 香港、イスラエル、日本、フィリピン、台湾、韓国（開設後、政府により遮断） |

2014年にシンガポールへ進出する計画を発表したが、2013年11月に、シンガポールのメディア開発庁は性的要素が強く家族関係を破壊する事になるという理由でシンガポールへの進出を許可しないと発表した。
シンガポール進出不許可に対してノエル・ビダーマンCEOは技術系オンラインメディアのe27でこの不許可は裏目に出るだろうとコメント、さらに「あまりにも保守的でなくあまりにも挑戦的でもない。これは異常だと考える。我々は日本や香港で成功しているし、台湾や韓国でも成功する見通しだ。フィリピンやタイへの進出も模索している。そして最終的にシンガポールでもアシュレイ・マディソンへの需要が高まり利用できるようになると純粋に信じている。本当に信じている。」と発言した。
姦通罪により、不倫が非合法であった韓国は、政府機関によって2014年4月にアシュレイ・マディソンへのアクセスが遮断された。

## 広告
ビダーマンCEOによってテレビ、看板、ラジオに広告を打っている。
2009年、NBCはアシュレイ・マディソンのコマーシャルを第43回スーパーボウルの中継で放送しない決定を下した。ビダーマンはこの拒否をとんでもない決定であり、NFLのファン層はサイトの中心ユーザーであるとし証明するための方法を探すと述べた。
2009年12月、アシュレイ・マディソンはトロント交通局に200,000カナダドルで市街電車への広告掲載を申し入れたが、トロント交通局の委員会所属の6人の委員の内5人が反対票を投じたために拒否されていた。もし承認されていれば、10台の市街電車に「Life is short. Have an affair.」というアシュレイ・マディソンのスローガンが記載される予定だった。交通局委員長はこの広告に不快感を示し「これが不正行為や嘘に満ちている場合、掲載に応じられない。」と述べた。その後ビダーマンは運賃に25セントの補助金を出すことを申し出ていて、運賃は2.50カナダドルに値下げされるはずだったが、この申し出も拒否された。

## スポーツのスポンサーへの試み
2010年2月22日、アリゾナ州フェニックス市に財政危機に陥っているフェニックス・スカイハーバー国際空港の名称を1,000万ドルで5年間アシュレイ・マディソン国際空港にする命名権の提案をしたが、フェニックス市は拒否した。
同年には、ニューメドウランズ・スタジアムにも命名権の提案をしたが無視されメットライフが命名権を購入した。
2011年10月、イタリアのバスケットボールクラブであるヴィルトゥス・ローマに150万ユーロでのジャージスポンサーの申し入れをした。このスポンサー料の多くがおそらくNBA選手のアンドレア・バルニャーニがロックアウトで本国に戻る時に使用されるとされた。ローマ・カトリックの司祭であるモンシニョール・フラヴィオ・カプッシはこの提案を「スポーツの価値やアイデンティティへの裏切り」と批判した。バルニャーニ選手も契約上これを否定した。

## 保証
アシュレイ・マディソンはユーザーが誰かと出会えることを保証しており「我々はユーザーが求める人と出会うことを保証しますが、出会えなければお金を返します。」としている。しかし、この保証はより高額なパッケージを購入しなければならないことや、3ヶ月間毎月18人へ「優先的に」（より高額な）メッセージを送信したり、毎月アシュレイ・マディソンギフトを5つ贈る、毎月有料チャットを60分行うといった条件によって制限されていて、達成は非常に難しい。さらに「女性より男性のユーザーが多く、年代が進むつれその格差が大きくなっている。」ことや「女性は情熱を求めているのに男性はセックスを求める。」といった問題もある。これはこれから利用する予定のユーザーには明らかにされておらず、アシュレイ・マディソンのサイトを見て明らかになっており、多くの男性は騙されたと感じるという。

## 利用層
ある調査によれば、アシュレイ・マディソンユーザーの74%が大学の学位を持っているが、アメリカ人は32%程度だった。
後述の登録者情報流出により、アメリカでは男性会員(流出分)のうち約15000がホワイトハウスや連邦政府の職員、軍関係者のものだったことが判明、また、ウェルズ・ファーゴ175人、バンク・オブ・アメリカ76人など大手金融機関の企業メールアドレスでの登録者も多かった。英国では流出登録者のうち、公務員124人、国防省職員92人、大学などの教職員65人など国の要職に付いていた者が1716人いた。

## 批判
Match.comの創設に携わったコンサルタントのトリッシュ・マクダーモットが「失意、結婚生活の破壊、家族関係への損傷で成り立つビジネス」と非難した。これに対しビダーマンはサイトで「プラットフォームに過ぎない」とし、ウェブサイトやコマーシャルが姦通を促すものではないと反論した。さらに、浮気は多くの結婚生活を維持するのに役立っているとしている。

## 訴訟
2012年、ポルトガル語版ウェブサイトの立ち上げ準備の際に、有料会員になるよう勧誘するために3週間で1,000以上もの偽プロフィールを作成する業務をしたことで、反復運動過多損傷を患ったとして元社員に提訴された。訴訟で元社員は結果として手首や前腕に激痛が走るようになり2011年まで働くことが不可能になったと主張した。アシュレイ・マディソンは詐欺行為として反訴、元社員がスキーをしている写真があり、手首や前腕に激痛が走っているのはあり得ないと主張、さらに、元社員は機密文書を持ちだしており返却しなければならないとも主張した。2015年、オンタリオ州高等裁判所は訴えを却下、アシュレイ・マディソンの親会社であるアヴィド・ライフ・メディアの副社長兼法務顧問であるアヴィ・ウェイズマンは「非常に満足」とコメントした。

## ビジネスモデル
Match.comやen:eHarmonyと違いアシュレイ・マディソンのビジネスモデルは月額料金ではなくクレジットで成り立っている。2人の会員による会話のために、会員の1人（ほとんどの場合男性会員）が会話をするために8クレジット払う必要がある。2人の間のメッセージのフォローアップは付き合いが始まった後無料になる。またアシュレイ・マディソンにはリアルタイムチャット機能があるが従量制である。クレジットはチャットの特定時間配分に合わせて支払う。女性は男性にコレクトメッセージを送ることができるが、男性は女性に送ることはできない。
ユーザーが「アシュレイの天使」機能のオプトアウト方法を知っている限り、サイトの利用条件ではサイトにまだ支払っていないユーザー（ゲストアカウント）は架空のプロフィール（目立つように識別されない）からコンピュータ生成のメッセージを受け取ることになる。これに対応するのにお金がかかる事があり、サイトではエンタテインメントを提供するための機能だとしている。
アカウントの削除も有料だが、無料で非表示にすることができる。

## 代表者
運営会社Avid Life MediaのCEOを務めていたノエル・ビダーマン（2015年の流出事件後辞任）は、1971年カナダ・トロントのユダヤ人家庭に生まれ、ヨーク大学 (カナダ)の法律専門学校を卒業後、スポーツ弁護士を目指していた。「アシュレイ・マディソン」創業者のダレン・モーゲンスターンは、1964年生まれで北トロント出身。高校中退後、2000年に出会い系サイトビジネスを始めて成功をおさめ、2007年にAvid Life Media社にアシュレイ・マディソンを売却、ノエル・ビダーマンがCEOに就任。同社はアシュレイ・マディソンを購入するために設立されたトロントの投資家グループ会社。ビダーマンは妻と二人の子とともにトロント在住。アシュレイ・マディソンはあくまでビジネスであり、家庭では子供と過ごす時間を大切にする夫で、妻も自分も不倫とは縁遠い生活とさまざまなメディアで答えている。

## 登録者情報流出事件
2015年7月、サイトの閉鎖をもくろむハッカー集団「インパクトチーム（Impact Team）」に利用者の個人情報が盗まれ、同集団によって、8月18日にユーザー約3200万人の個人情報が「ダークウェブ（Dark Web）」と呼ばれる匿名化技術を利用したウェブサイト上に公開された。同データには登録会員の数百万回分の支払い情報やメールアドレス、電話番号が含まれていた。同ハッカーチームはサイトをすみやかかつ永久に閉鎖することを求めている。カナダ警察は、同事件により2件の自殺が起こった可能性があると発表した。8月23日に5億7800万ドルの損害賠償を求める集団訴訟がカナダで起こされた。なお、Gizmodoの調査で、女性会員のアカウントの多くは運営会社が作った偽物であることがわかった。
2016年7月、事件発覚後の調査により、女性会員数万人分が架空であり、男性会員とのやりとりもコンピューター・プログラムの“fembot (女性自動ボット)"によるものであったことが公表された。